# Clasmatocolea alpina
Clasmatocolea alpina là một loài rêu tản trong họ Geocalycaceae. Loài này được (Rodway) Grolle miêu tả khoa học lần đầu tiên năm 1966.